# Giulia dos Santos Pereira
Giulia dos Santos Pereira (Guarujá, 20 de outubro de 1990) é judoca paralímpica brasileira.

## Biografia e carreira
Santos é natural do Guarujá, São Paulo. Ela nasceu de forma prematura extrema, com cinco meses de gestação, e foi perdendo a visão gradativamente.
A judoca representou o Brasil no Campeonato das Américas de de 2017, na Copa do Mundo IBSA de 2017, no Campeonato Mundial de Judô Paralímpico de 2018, no Aberto da Alemanha de 2019, na cidade de Heidelberg, entre diversas outras competições internacionais.
Nos Jogos Parapan-Americanos Lima 2019, Santos conquistou a medalha de ouro na categoria até 52kg. Venceu três lutas por ippon e a final por waza-ari. Ainda em 2019, o Grand Prix de Judô, realizado em São Paulo, ficou com a prata na categoria até 48 kg.
Em 2022, no Campeonato Pan-Americano da Federação Internacional dos Desportos para Cegos, em Edmonton, no Canadá, conquistou a medalha de ouro na categoria até 48 kg classe J2.
Em maio de 2023, durante o Grand Prix de judô, promovido pela Confederação Brasileira de Desportos de Deficientes Visuais (CBDV), e realizado no Centro de Treinamento Paralímpico, em São Paulo, Santos faturou a medalha de ouro.

## Principais conquistas
- Jogos Parapan-Americanos de Jovens de 2017: prata[1]
- Campeonato das Américas de 2017: prata[1]
- Jogos Parapan-Americanos de 2019: categoria até 52kg classe J2 – Ouro[1][6]
- Campeonato Pan-Americano da IBSA: categoria até 48 kg classe J2 – ouro[8]